# Participation française à la révolution belge de 1830

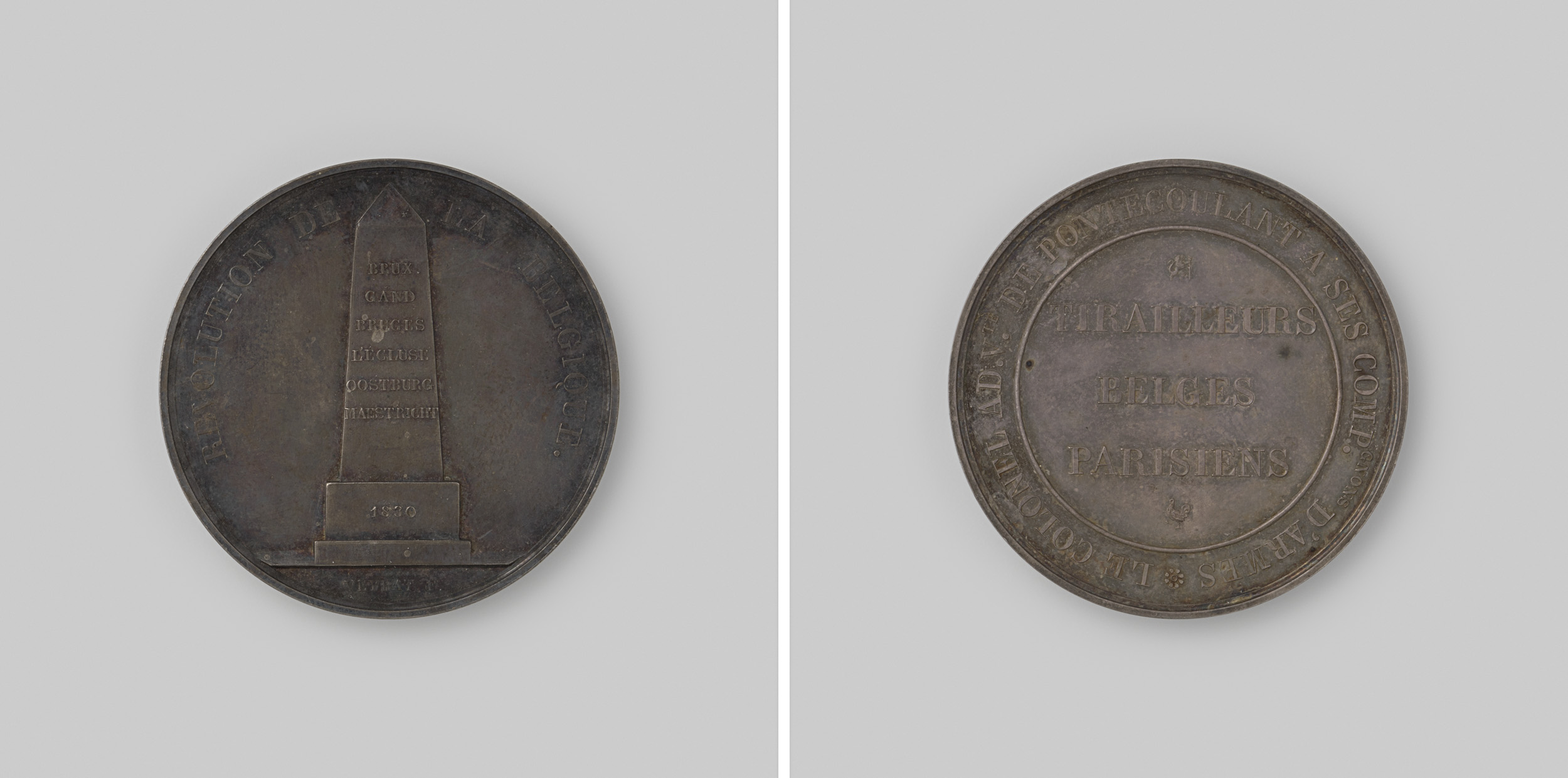
Médaille commémorative décernée aux combattants des tirailleurs belges-parisiens de Louis Adolphe Le Doulcet de Pontécoulant.

La participation française à la révolution belge de 1830 désigne l'ensemble des évènements militaires, politiques ou populaires ralliant la monarchie de Juillet à la révolution belge à partir de l'insurrection de 1830 dans les Pays-Bas méridionaux, ainsi que lors de la guerre belgo-néerlandaise qui la suivit, jusqu'au traité des XXIV articles du 19 avril 1839, lors duquel le roi des Pays-Bas, Guillaume Ier reconnaît officiellement l'indépendance de la Belgique.
Elle se décline également sous un aspect idéologique et sociétal, la révolution belge débutant moins d'un mois après la deuxième Révolution française, l'influence de l'Hexagone sur la bourgeoisie francophone des Pays-Bas méridionaux étant non-négligeable, tout comme l'a été l'annexion à la Première République française de 1795 et la participation aux guerres napoléoniennes qui en découlent.

## Contexte

### Influence des guerres napoléoniennes

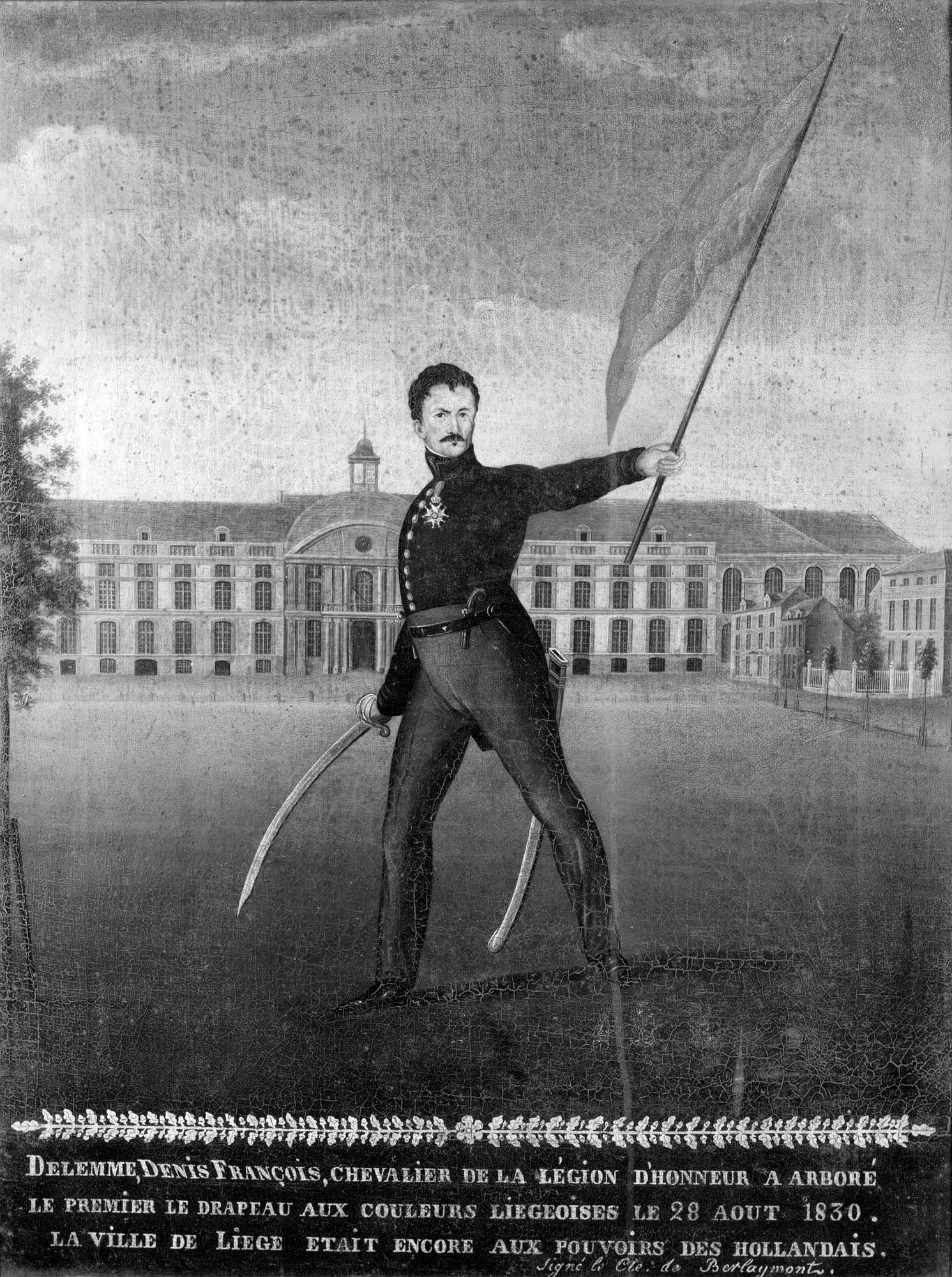
Denis François Delemme, un révolutionnaire liégeois était soldat dans la Grande Armée de Napoléon Bonaparte, où il fut décoré de la Légion d'honneur qu'il arbore sur sa poitrine.

Après la Révolution française de 1789, la Première République annexe les Pays-Bas méridionaux dès 1795. Les idées de la révolution se diffusent alors partout en Belgique dans la foulée du siècle des Lumières. Lors des guerres napoléoniennes, nombreux sont les belges qui s’enrôlent dans la Grande Armée de Napoléon Bonaparte (majoritairement à cause de la conscription) et y gagnent une expérience considérable. Parmi eux, se trouvent quelques futurs volontaires de la révolution belge notoires comme Jean-Joseph Charlier dit « Jambe de bois », Remi De Puydt, Denis François Delemme ou encore Constantin Rodenbach pour ne citer qu'eux. On trouve également des Français qui s’impliqueront plus tard dans la révolution belge, comme Anne François Mellinet ou Charles Niellon.
Après la chute du Premier Empire en 1814, le retour de Napoléon lors des Cent-Jours voit les principales batailles se dérouler sur le futur sol belge, lors de la campagne de Belgique, dont la célèbre bataille de Waterloo du 18 juin 1815, lors de laquelle la nouvelle armée française est battue par la Septième Coalition.

### Influence de la deuxième Révolution française
Le 27 juillet 1830, la deuxième Révolution française se déclenche à Paris et le dernier roi de France, Charles X, est renversé puis remplacé par Louis-Philippe Ier qui devient roi des Français. Ce titre sera repris sous cette forme et octroyé au premier roi des Belges, Léopold Ier lors de sa prestation de serment le 21 juillet 1831.
Si l'influence de la révolte française est évidente, elle s’inscrit elle-même dans d'autres mouvements révolutionnaires en 1830 en Europe, comme l'indépendance de la Grèce de l'Empire Ottoman (4 février), le début du Risorgimento en Italie ou encore, plus tard, l'insurrection de Novembre en Pologne contre le tsar Nicolas de Russie.

### Rattachisme
S'il a bien existé un sentiment francophile rattachiste de la part d'une partie de la bourgeoisie belge francophone, la majeure partie des belges n'étaient pas favorable à un rattachement à la France. Ils n'étaient d'ailleurs pas initialement pour une scission franche d'avec le Royaume uni des Pays-Bas mais plutôt pour une séparation administrative, qu'ils obtinrent des États généraux dès le 29 septembre 1830 .

## Le drapeau français

La Liberté guidant le peuple inspirée de la Deuxième Révolution française qui eut lieu fin juillet 1830, un mois avant la révolution belge lors de laquelle le drapeau de la France fut initialement repris en guise de symbole d'une révolution populaire.

Le drapeau français fut utilisé dès le début de l'insurrection d’août 1830 en Belgique en guise de symbole révolutionnaire. En effet, le drapeau de la Belgique n'existait pas encore et le premier drapeau non néerlandais hissé sur l’hôtel de ville de Bruxelles fut le drapeau bleu-blanc-rouge dès le 25 août. Il fut toutefois rapidement retiré et remplacé dès le lendemain par Édouard Ducpétiaux, qui fait arborer le drapeau de la révolution brabançonne aux couleurs noir-jaune-rouge, qui donnera le futur drapeau belge. D'autres apparitions du drapeau français sont à noter à Verviers et dans le pays de Franchimont eu égard à la participation liégeoise à la révolution belge, mais l'emblème sera bien vite remplacé par le drapeau de Liège ou les couleurs verviétoises (blanc et vert).

## Interventions militaires

### Journées de Septembre
Pendants les Journées de Septembre lors desquelles l'armée néerlandaise commandée par le prince Frédéric d'Orange-Nassau est chassée hors de Bruxelles, plusieurs français s'illustrent, comme par exemple :
- Anne François Mellinet : ancien général de la Grande Armée de Napoléon Bonaparte, il prend le commandement des différente pièces d'artillerie et les organisent.
- Charles Niellon : autre ancien militaire des guerres napoléoniennes, il prend le commandement de l'une des barricades des insurgés bruxellois.

### Les corps francs

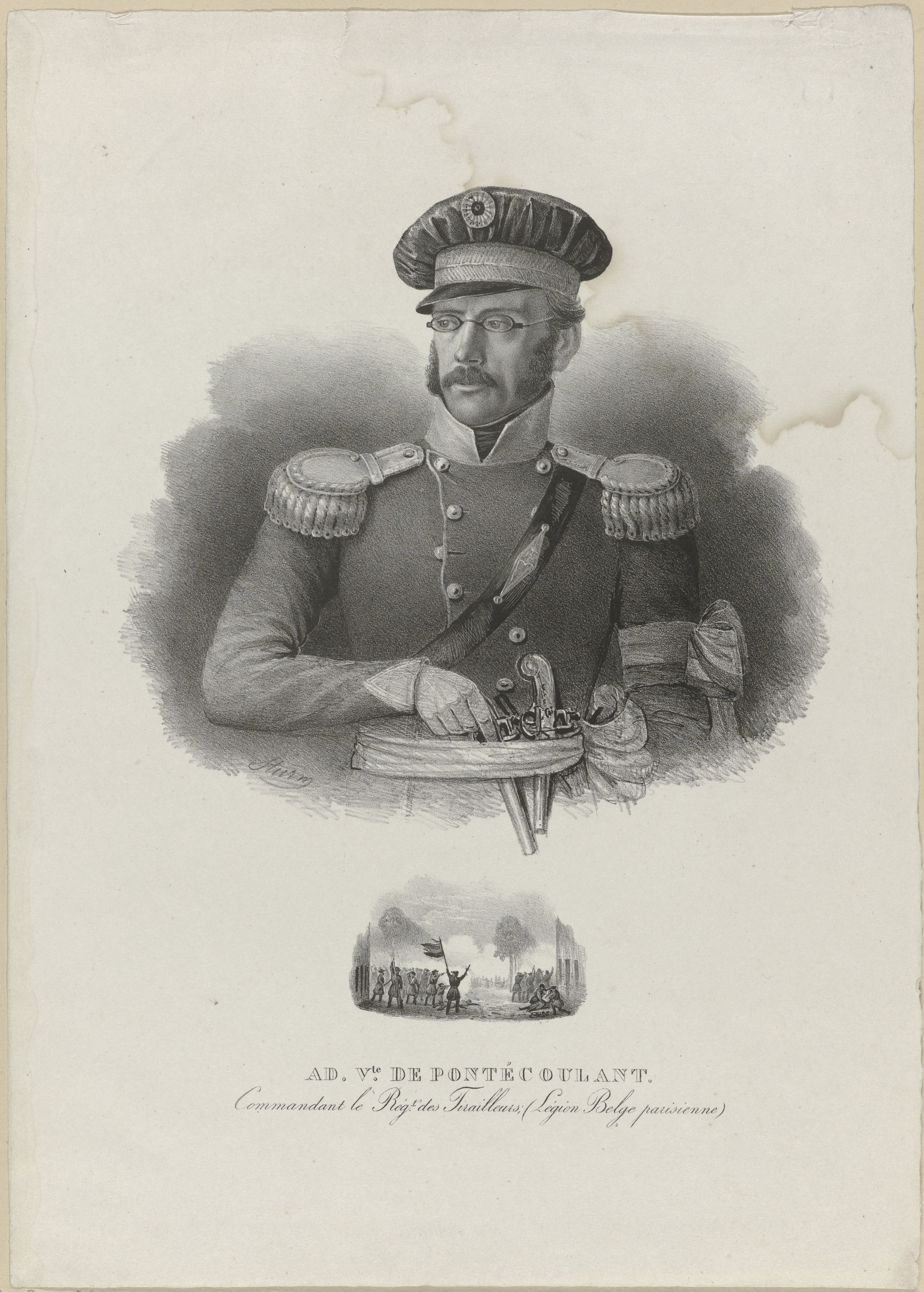
Lithographie de Louis Adolphe Le Doulcet de Pontécoulant, avec inscrit « Commandant le Régiment des Tirailleurs (Légion Belge-parisienne) ».

Plusieurs corps francs de volontaires furent formés dans des villes françaises et comprenaient à la fois des combattants français mais aussi des belges issus de la diaspora ainsi que de l'immigration belge en France. Le comité belge de Paris estime que près de 4 000 hommes quittèrent Paris pour se joindre à la révolution belge puis à la guerre belgo-néerlandaise. Parmi ceux-ci se trouvent :
- La Compagnie de volontaires de Lille, menée par François Feyerickx avec environ 50 hommes.
- Le bataillon de la société des amis du peuple qui part de Paris le 7 octobre 1830 avec environ 600 hommes, menés par Jean Maximilien Lamarque et François Mauguin.
- Un détachement du comité belge de Paris de 90 hommes, guidés par Alexandre Seghers.
- Un autre détachement du comité belge de Paris de 75 hommes, dirigés par André Wallet[3], qui arrive le 30 septembre et devient major dans l'armée belge, participe entre autres à la bataille de Bautersem.
- Le détachement « Gallo-belge » de Pierre-Marc Auger, qui quitte Paris le 29 septembre 1830.
- Les Inséparables belges-parisiens partant de Paris le 1er octobre 1830 avec à leur tête un américain, Adolphe Black
- La Légion belge-parisienne de Bernard Cruyplant et Joseph Parent formée à Paris le 29 septembre 1830 et forte de 490 hommes
- Les tirailleurs belges-parisiens sous le commandement de Louis Adolphe Le Doulcet de Pontécoulant, quittent Paris le 1er octobre 1830
- Une compagnie de 80 volontaires formée à Roubaix par Ernest Grégoire.

### Campagne des Dix-Jours
Peu après la prestation de serment du premier roi des Belges, Léopold Ier, le 21 juillet 1831, Guillaume Ier tente de reconquérir militairement les Pays-Bas méridionaux avec une armée néerlandaise renforcée par un élan patriotique et aidé à son tour par de nombreux volontaires : les Vrijwillige Jagers. 
L'armée belge de son côté n'a même pas encore fêté son premier anniversaire et ne parvient pas à résister aux assauts Néerlandais lancés dès le 2 août 1831 avec le début de la campagne des Dix-Jours. Dès le 8 août, le roi Léopold appel à l'aide de la France et du Royaume-Uni de Grande-Bretagne et d'Irlande qui s'étaient portés garants de l'indépendance de la Belgique lors de la conférence de Londres. Un corps expéditionnaire français de 70 000 hommes est alors envoyé en Belgique, commandé par le maréchal Étienne Maurice Gérard. Ils ne livrent toutefois  pas bataille, les Néerlandais préférant se retirer, n'ayant, entre autres, par reçu l'appui de leurs alliés prussiens et russes.
Si les Néerlandais ne parviennent pas à réaliser leurs desseins, la faiblesse de l'armée belge décrédibilise grandement la jeune Belgique qui venait de bénéficier de la signature d'un premier traité international le 26 juin 1831, reconnaissant ses frontières telles que déclarées lors de son indépendance. Un nouveau traité, bien moins avantageux lui fut dès lors imposé dès le 15 novembre, actant entre autres la scission du Limbourg ainsi que celle du Luxembourg, que la Belgique avait annexé dès le 16 octobre 1830.

### Siège d'Anvers

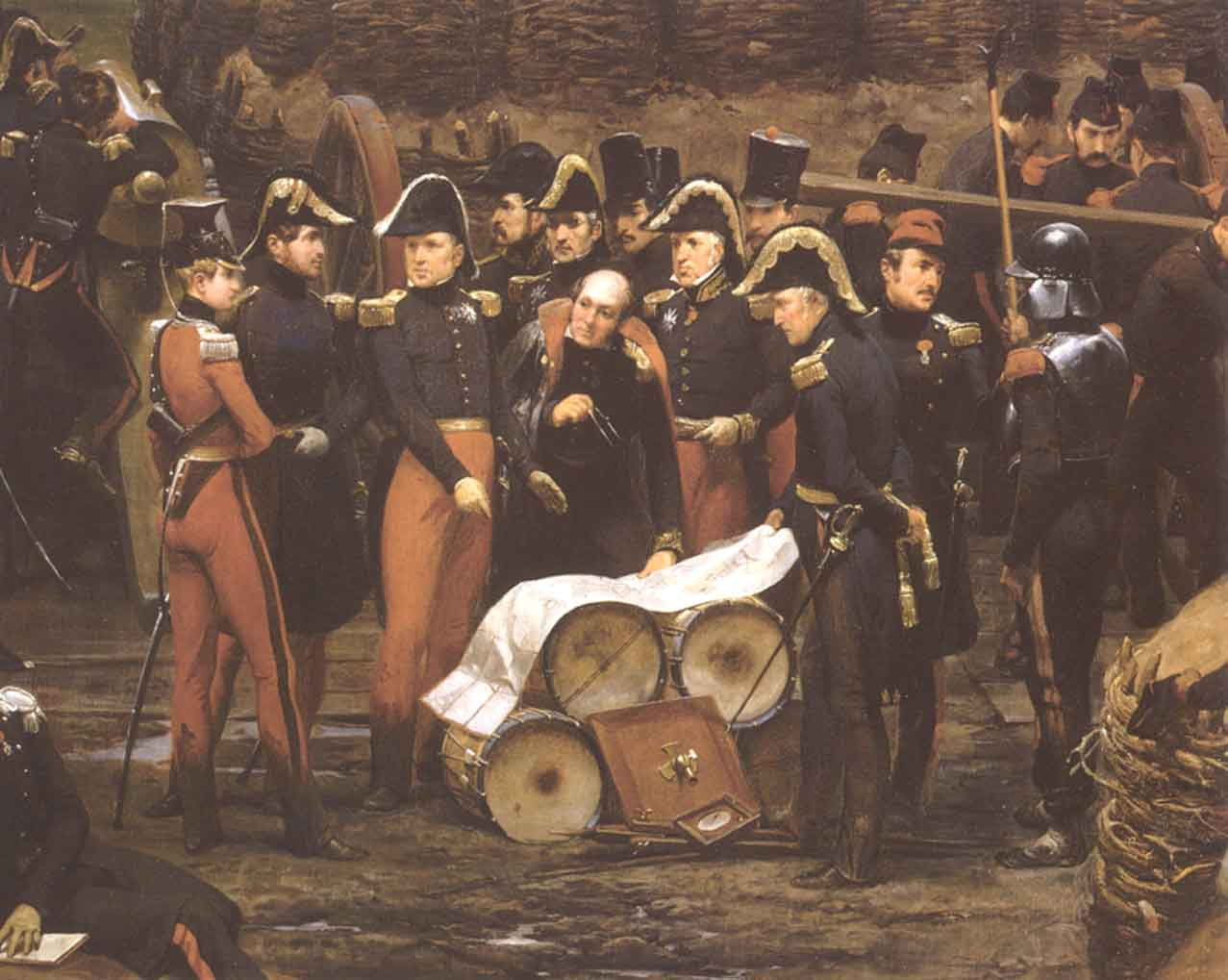
Le maréchal Étienne Maurice Gérard expliquant les manœuvres au duc d'Orléans et au duc de Nemours durant le siège d'Anvers le 22 décembre 1832.

### Position française

Plan de partage de la Belgique en 1830 proposé par les Français.

## Influence de la diaspora belge en France

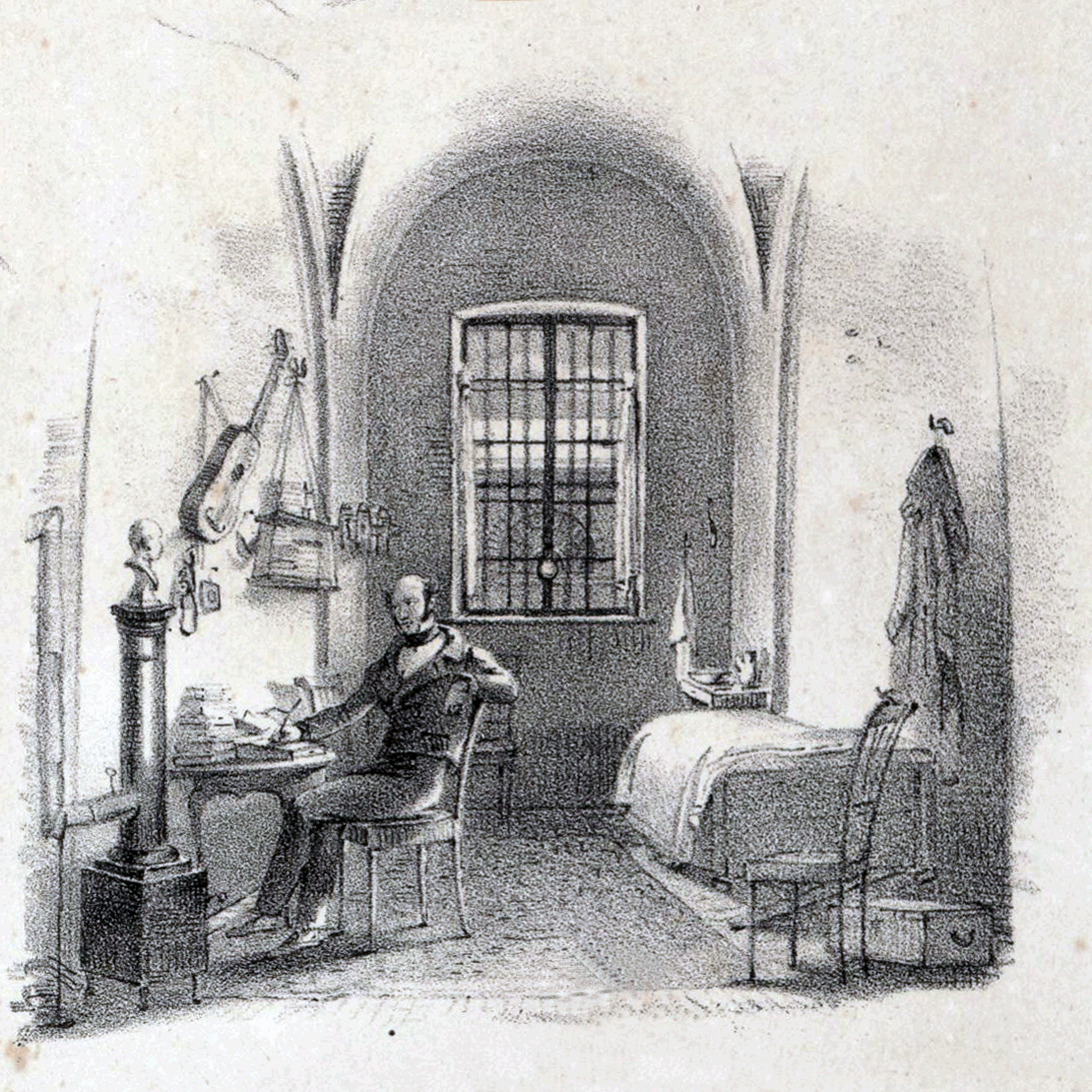
Après avoir été emprisonné, Louis De Potter sera contraint à l'exil et choisira de s'établir à Paris qu'il quittera pour devenir membre du gouvernement provisoire de Belgique après la révolution.

Plusieurs personnalités belges en désaccord avec la politique de Guillaume Ier ont été contraintes de s'exiler hors du Royaume uni des Pays-Bas. Parmi eux, trois hommes sont condamnés à l’exil par la cour d'assises de Bruxelles le 30 avril 1830 et trouvent refuge à Paris avant de revenir en Belgique pour prendre une place considérable dans la révolution belge : les politiciens Louis De Potter et Jean-François Tielemans ainsi que le journaliste et écrivain Adolphe Bartels.

### Le Comité belge de Paris
Dans un rapport envoyé le 7 octobre 1830 aux membres du gouvernement provisoire de Belgique, le Comité belge de Paris déclare :

« Messieurs,
Nous croyons devoir vous faire le rapport suivant de ce que nous avons fait ici dans l’intérêt de la Belgique.
Quand les évènements de Bruxelles ont été connus à Paris, des souscriptions ont été ouvertes au profit des Belges ; un comité s’est formé pour engager et aider les Belges, qui étaient à Paris, à courir à la défense de la patrie. On leur a acheté des armes, des munitions, et payé les frais de voyage. Bientôt beaucoup de Français se sont joints aux Belges qui partaient. On ne s'y est pas opposé, on les a même armés et aidés comme les Belges. Mais en peu de jours les Belges sont tous partis et le nombre des volontaires français qui partaient s'est tellement accru, qu'il était impossible de trouver assez de fusils pour les armer. 
Plus de 4.000 hommes sont partis de Paris. C'est malgré nous, qu'il se trouve parmi ces volontaires des hommes du peuple qui n'offrent pas toutes les garanties de moralité que nous désirons. Ils se sont joints hors de la ville aux détachements sans vouloir les quitter. M. Renoz, qui dès le commencement de nos opérations, était allé à Valenciennes pour recevoir et expédier les hommes et armes qui y arrivaient nous a écrit, il y a peu de jours, de ne plus envoyer d'autres hommes que les élèves de l'école professionnelle, officiers d'artillerie et simples artilleurs. Dès lors, nous avons fait tout ce qui dépendait de nous pour empêcher le départ d'autres volontaires. Mais l'enthousiasme est si grand que quoique nous disions et fassions, il se forme encore quelques détachements d'hommes pris dans la garde nationale et la société des Amis du Peuple ; ceux-là ne présentent pas d'inconvénients, ils sont pourvus de tout. 
La sympathie des Français pour les Belges, ou plutôt de la cause française pour la cause belge est telle que, si la Belgique courrait de nouveaux dangers, 50.000 hommes armés de la garde nationale de Paris voleraient spontanément à sa défense. Un petit détachement d'une vingtaine d’artilleurs part aujourd'hui ; nous en avons payé les frais de route jusqu'à Bruxelles. Nous sommes bien aidés par tous les journalistes, qui ne cessent de nous dire que leurs journaux sont à notre disposition pour tout ce que nous voulons dans l'intérêt de notre belle et bonne cause. Quant au gouvernement, il nous laisse faire tout ce que nous voulons et semble ne rien voir ; les gardes nationaux qui veulent partir y sont autorisés sans difficulté par le général en chef.
Vos compatriotes,
Bartier, Lepage »

## Participation financière
De nombreux français ou belges de la diaspora participèrent de manière financière à l'achat d'armes, de munitions, à l'envoi d'argent ou aux frais de voyage des volontaires de la révolution belge de 1830. Parmi eux, plusieurs membres du Comité belge de Paris furent récipiendaires de la Croix de Fer, comme le banquier Constant Moretus ou Monsieur Bartier, rentier, qui offrit 6 000 francs français pour armer les volontaires.

## Secours médicaux
Plusieurs médecins français ou originaires de France vinrent sur les différents champs de bataille. Parmi eux, certains furent récipiendaires de la Croix de Fer, comme Antoine-Gérard Dardespinne officiant à Paris, ou encore le docteur De Gardin officiant à Maubeuge.

## Culture

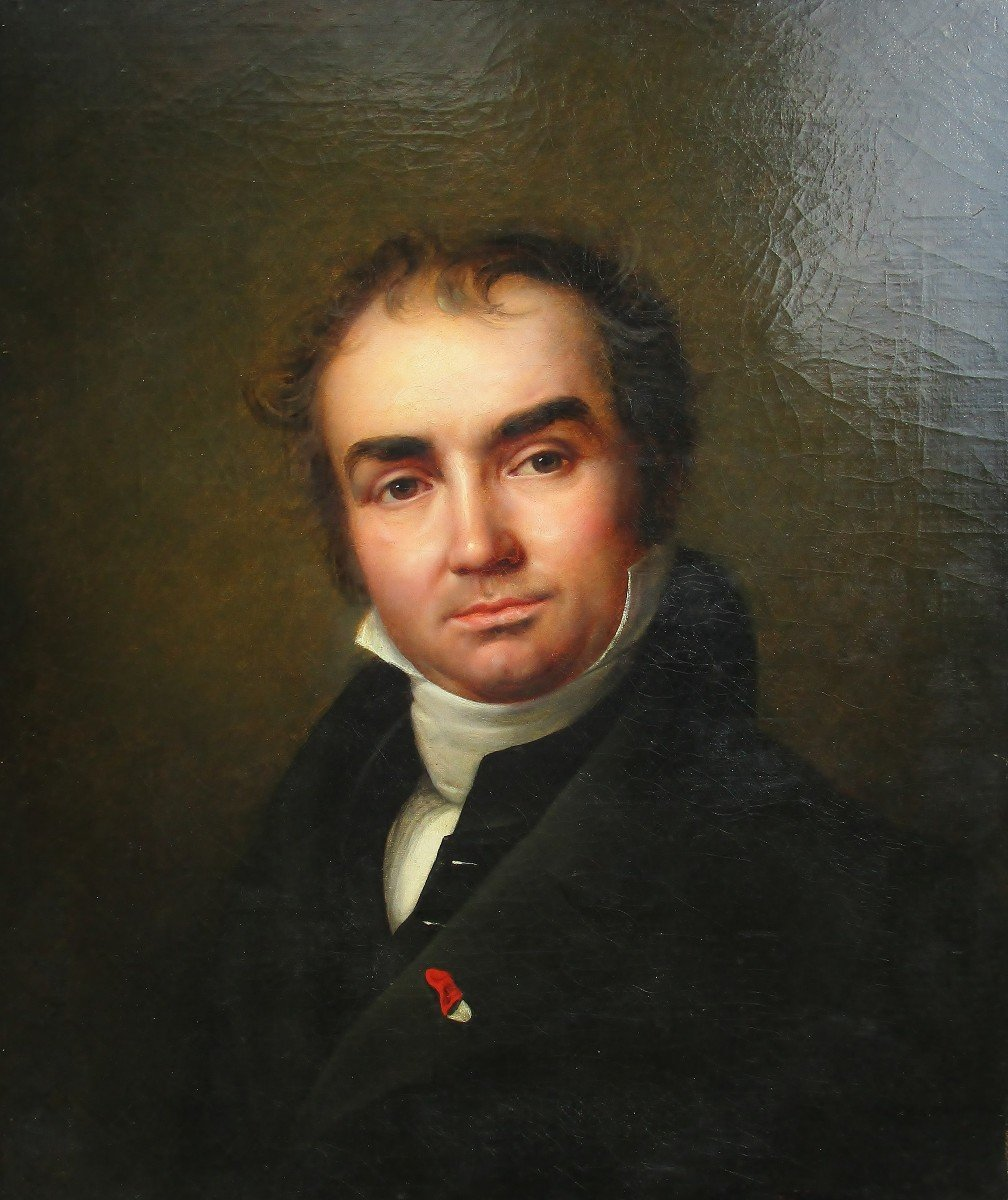
C'est à Jenneval, un Français, que l'on doit les paroles l'hymne national de la Belgique, la Brabançonne.

- Les paroles de l'hymne national de la Belgique, la Brabançonne, furent composées par un poète Français, Jenneval, combattant dans le corps des chasseurs Niellon et mort lors de la bataille de Lierre.

## Théorie d'une révolution dirigée par la France
Une théorie existe quant à l'idée que la révolution belge fut lancée par la France dans le but d'annexer la Belgique, profitant d'un certain sentiment rattachiste présent dans la population belge, principalement dans la bourgeoisie francophone. Elle prend ses sources dans certains documents comme le plan de partage de la Belgique en 1830 de Charles de Flahaut, ou encore dans la distribution de tracts à la population bruxelloise dès la mi-août 1830. 

### Tracts
S'il est vrai que, depuis la deuxième Révolution française de la fin juillet, des jeunes bourgeois bruxellois arboraient des cocardes aux couleurs françaises, il s'agissait plutôt là de ralliement aux idées de la Révolution plutôt que de sentiment rattachiste, comme l'écrivait le procureur général Henri Joseph Schuermans dans ses mémoires : « J'écrivis, le 12 août 1830, au ministre de la Justice... qu'en général les Belges n'étaient pas partisans de la France ; que je ne voyais que de l'inconsidération de la conduite de quelques jeunes gens. »
Ce qui est prouvé est la distribution de tracts à Bruxelles dès le 11 août où il était inscrit : « Français, faites un pas, la Belgique est à vous. » mais aussi, à partir du 22 août : « Lundi, 23 août : feu d'artifice ; mardi, 24 : illumination ; mercredi, 25 : révolution ! ». La participation de la société des amis du peuple dans les émeutes du 25 août est non-négligeable mais sa réelle influence son demeure sujette à discussion.

### Littérature
La théorie de l'influence française est également colportée par le milieu orangiste belge ainsi que par plusieurs personnalités, dont Charles-Victor De Bavay dans son ouvrage Histoire de la Révolution Belge de 1830 paru en 1873, prétend que « Ce sont les colporteurs de la révolution de Juillet, envoyés par la société des amis du peuple qui ont déclenché le mouvement. ». Il dit aussi que « La révolution belge a eu pour point de départ une
émeute organisée, par les clubs de Paris, dans un intérêt français » et que « personne ne songeait à faire une révolution, sauf le petit groupe annexionniste d'Alexandre Gendebien ». Il ne conteste pas pour autant l'existence de la Belgique, soulignant qu'elle s'est installée dans le concert des nations européennes malgré l'inspiration annexionniste qu'il attribue aux comploteurs parisiens. Cette thèse a été reprise par Maurits Josson (nl) dans De Belgische Omwenteling van 1830 (1930) et André Monteyne dans België : een Misverstand (1979). Il est à noter que l'ouvrage de Charles-Victor De Bavay a été violemment contesté, entre autres par Théodore Juste, qui a publié deux lettres adressées à l'auteur en 1873 et 1874, dans lesquelles il développe les différents points de désaccord qu'il a au sujet de l'ouvrage. 
De son côté, Jacques Logie juge l'argumentation de De Bavay peu vraisemblable, car elle repose uniquement sur le témoignage qualifié de peu objectif de certains anciens fonctionnaires du Royaume (le gouverneur Hyacinthe van der Fosse, ancien bourgmestre de Bruxelles et le procureur Schuermans) et certains faits la contredisent (l'absence de Français parmi les pillards arrêtés, une lettre d'Alexandre Gendebien dans laquelle il explique qu'il n'a pu obtenir l'intervention du gouvernement de Louis-Philippe Ier, etc.). Fred Stevens et Axel Tixhon rejettent également cette thèse, en avançant l'absence d'agitateurs français pendant les premiers jours de l'insurrection, la surprise de certains meneurs belges présents à Paris devant l'évolution de la situation en Belgique et le fait que le gouvernement français ne revendiqua jamais aucun rôle dans la révolution.
François Guizot, le ministre de l'intérieur français de l'époque, déclare dans Mémoires pour servir à l’histoire de mon temps : « Quant à la Belgique, ce n'était pas pour la soutenir dans son élan vers l'indépendance, mais pour la conquérir de nouveau que nos meneurs ardents s'agitaient. L'esprit impérial et l'esprit révolutionnaire s'unissent dans ce dessein. On envoyait à Bruxelles des émissaires chargés de s'entendre avec les partisans de la réunion à la France. »

## Personnalités françaises notoires de la révolution belge

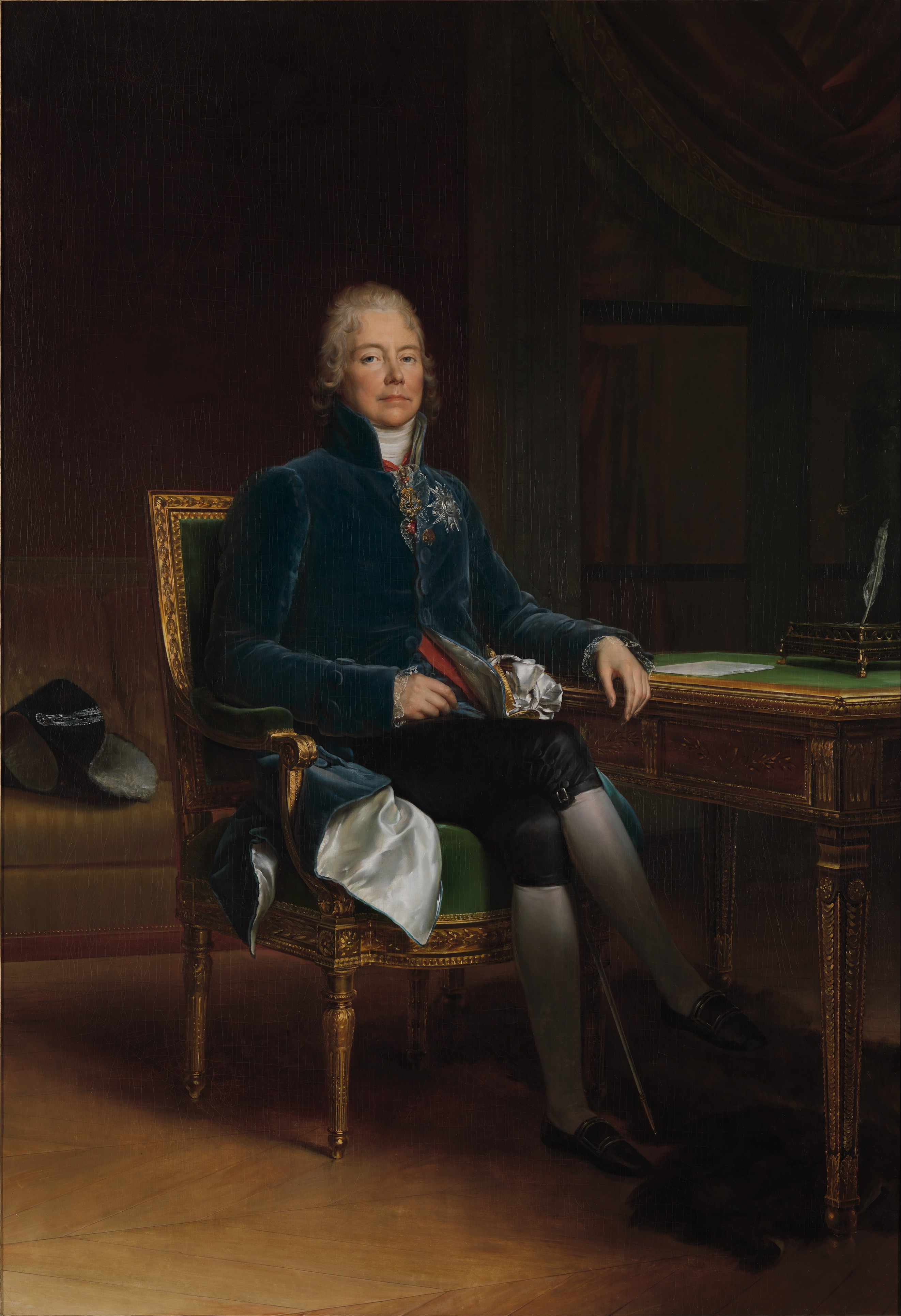
« Talleyrand » représente la Monarchie de Juillet dans les relations internationales de l'époque, notamment lors de la conférence de Londres où il exerce une influence majeure.

### Combattants

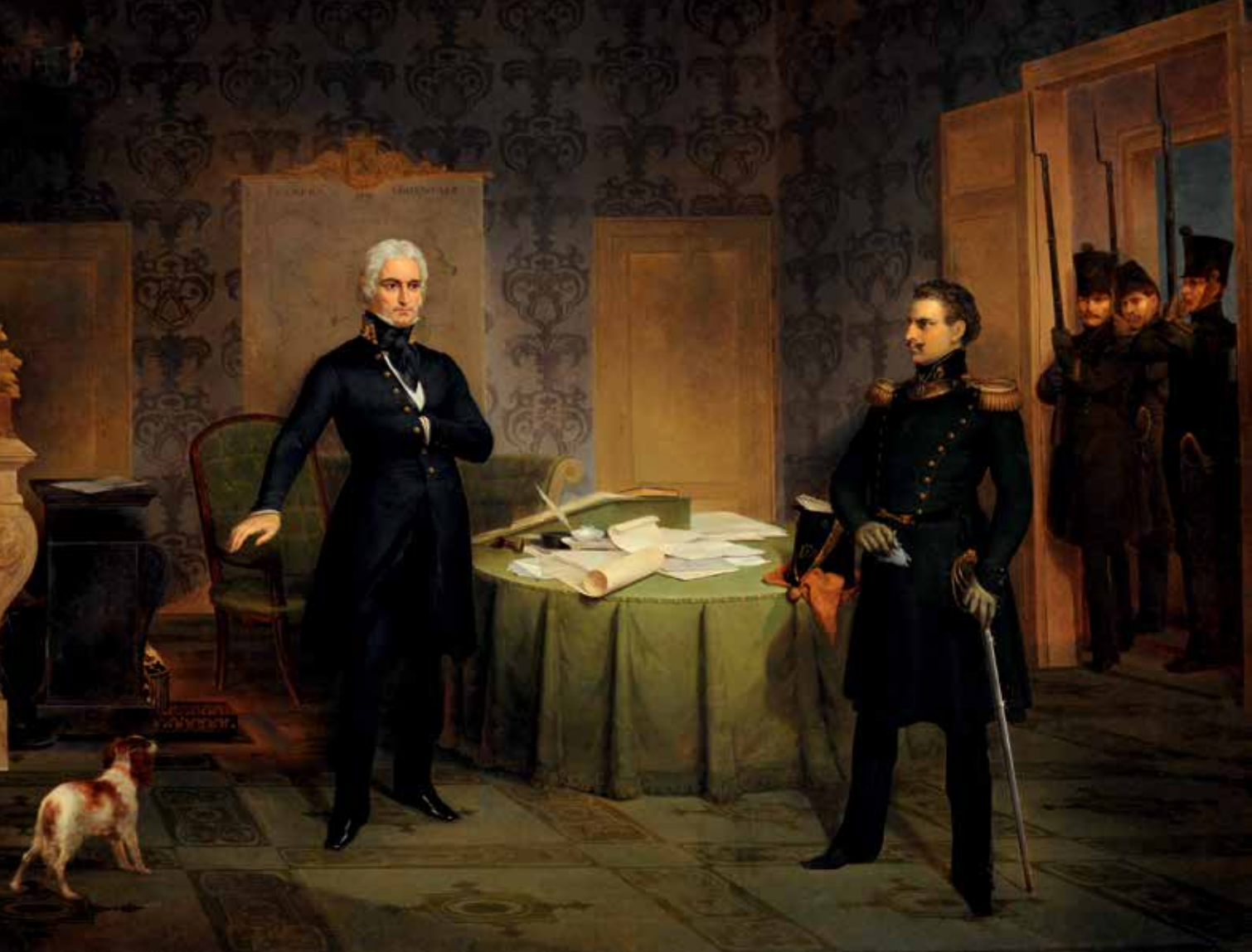
La tentative de coup d'état orangiste de février 1831 à Gand fut, entre autres, menée par le Français Ernest Grégoire.

- Pierre Emmanuel Félix Chazal : né à Tarbes et exilé en Belgique dès 1816, joue un rôle prépondérant lors des Journées de Septembre.
- Étienne Maurice Gérard : né à Damvillers, il dirige les troupes de l'Armée du Nord
- Ernest Grégoire : né à Nancy, recrute des volontaires depuis Roubaix et se range du côté belge lors des Journées de Septembre puis au début de la guerre belgo-néerlandaise. Il change ensuite de camp et participe à une tentative de coup d'état à Gand en février 1831 avec les orangistes.
- Jenneval : né à Lyon, compositeur des paroles de La Brabançonne, décédé le à la suite de la bataille de Lierre.
- Jean Maximilien Lamarque : né à Saint-Sever, dirige le bataillon de la société des amis du peuple.
- Anne François Mellinet : né à Corbeil-Essonnes joue un rôle majeur dans les Journées de Septembre en organisant l'artillerie puis dirige l'une des trois premières brigades de la nouvelle armée belge.
- Charles Niellon : né à Strasbourg, exilé à Bruxelles, il recrute des volontaires appelés les « chasseurs Niellon » puis prend le commandement de l'une des barricades bruxelloise lors des Journées de Septembre. Après quoi, il est nommé commandant de l'une des trois premières brigades de la nouvelle armée belge.
- Louis Adolphe Le Doulcet de Pontécoulant : né à Paris, commande les tirailleurs belges-parisiens.

### Diplomates et politiciens
- Augustin-Daniel Belliard : ministre plénipotentiaire du roi des Français, Louis-Philippe Ier à Bruxelles en 1830.
- Adolphe Fourier de Bacourt : représente la France lors de la signature de la convention de Zonhoven du 18 novembre 1833, mettant fin à la guerre belgo-néerlandaise.
- Charles-Maurice de Talleyrand-Périgord : ministre plénipotentiaire français lors de la Conférence de Londres et représentant de la Monarchie de Juillet lors de l'élaboration et de la signatures des traités des dix-huit articles (26 juin 1831) et des vingt-sept articles (15 novembre 1831). Il sera à l'origine du tracé de la future frontière entre la Belgique et le Luxembourg entérinée lors de la scission du Grand-duché de Luxembourg par le traité des XXIV articles du 19 avril 1839.

### Français dans le camp «Hollandais»

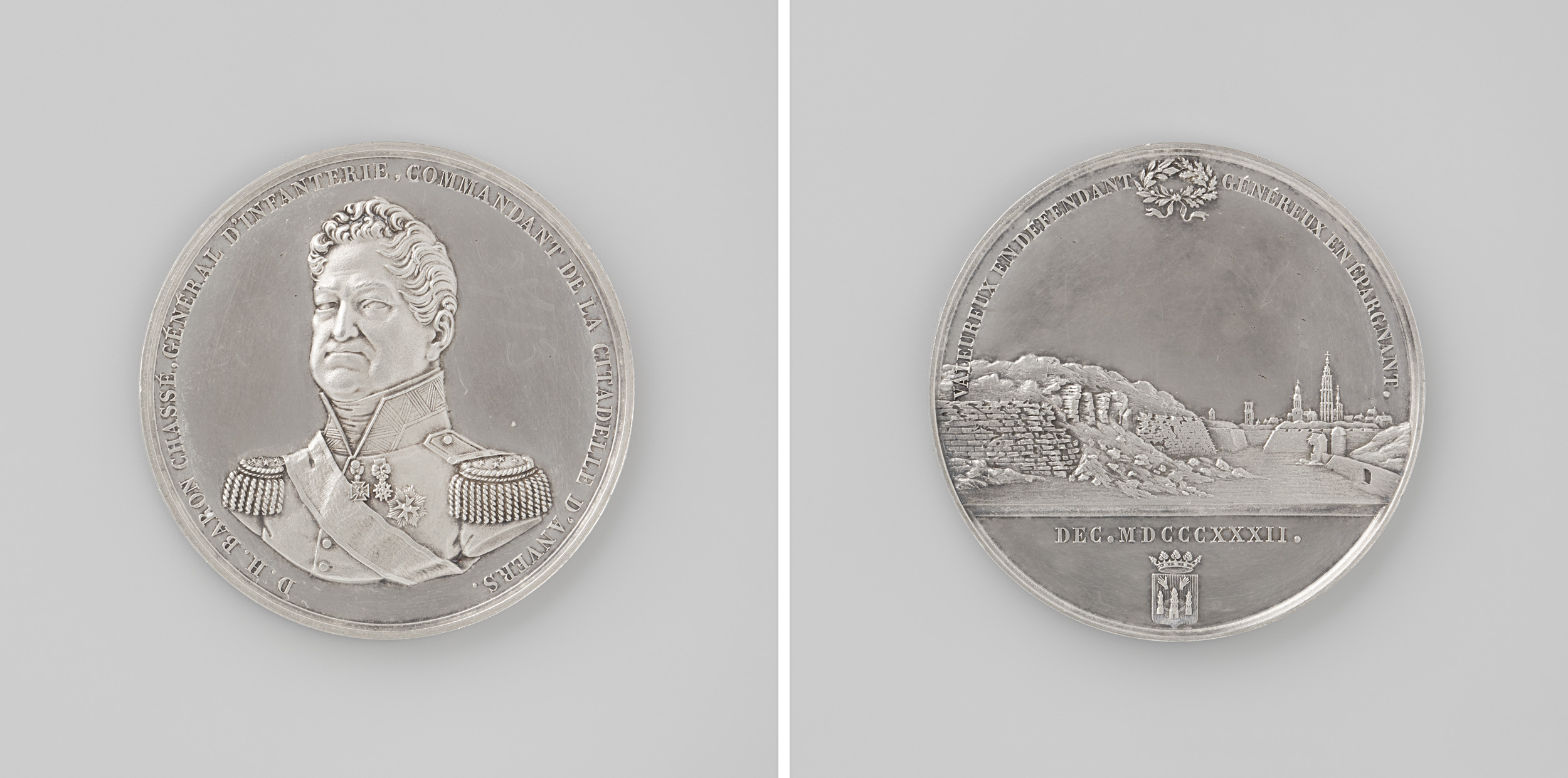
David Chassé, général « hollandais » d'origine française, défendant Anvers et sa citadelle.

- David Chassé, hollandais mais d'origine française et ancien général de la Grande Armée de Napoléon Bonaparte, commandant de la citadelle d'Anvers lors du bombardement de la ville en octobre 1830 ainsi que lors du siège de 1832.
- Ernest Grégoire, militaire ayant initialement servi la cause de la révolution belge puis changeant de camp en participant à la contre-révolution orangiste et à une tentative de coup d'état à Gand en février 1831.

## Reconnaissance

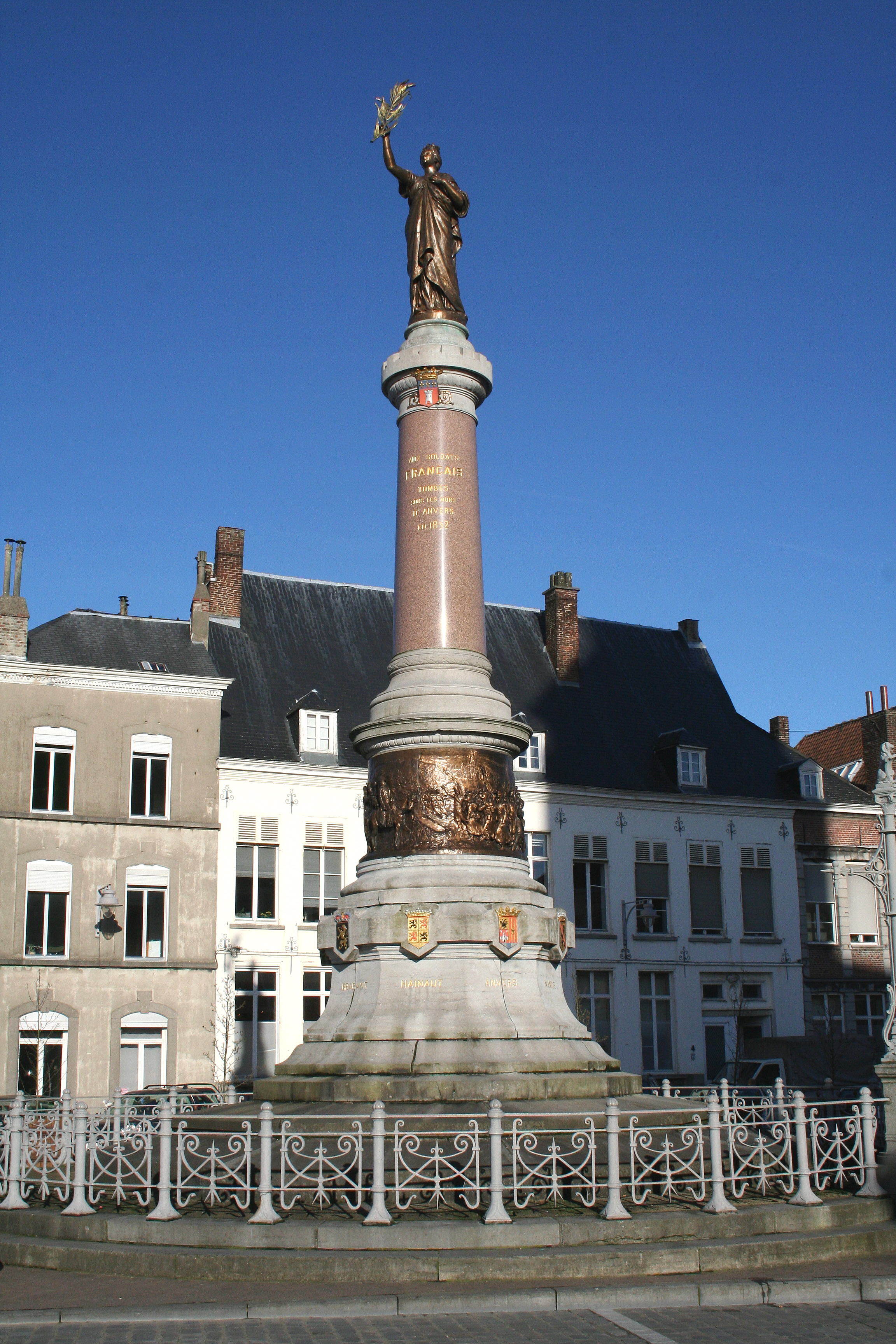
Monument érigé à Tournai en mémoire des soldats français blessés ou décédés lors du siège de la citadelle d'Anvers de 1832.

- Pour rendre hommage à l'ensemble de la participation française à la révolution belge, l'un des cent drapeaux d'Honneur de 1830 fut décerné à la ville de Paris. C'est l'une des deux villes étrangères à en être récipiendaire avec la ville de Luxembourg eu égard à la participation luxembourgeoise mais dans un contexte différent vu l'annexion du Grand-duché de Luxembourg par la Belgique.
- Une épée d'honneur fut remise au maréchal Étienne Maurice Gérard pour ses deux interventions sur le sol belge avec son corps expéditionnaire en 1831 et 1832.
- Un monument fut érigé à Tournai en l’honneur des 871 soldats français tués, blessés ou restés invalides durant le siège de la citadelle d'Anvers de 1832.